# Bory (Plzeň)
Bory jsou jedna z jižních částí města Plzně. Spolu s městskými částmi Doudlevce, Skvrňany, Nová Hospoda, Zátiší, Valcha a Radobyčice tvoří městský obvod Plzeň 3. Bory leží na národní silnici č. 27 (E 53), která vede na Klatovy a dále na Železnou Rudu.

## Vysoké školy

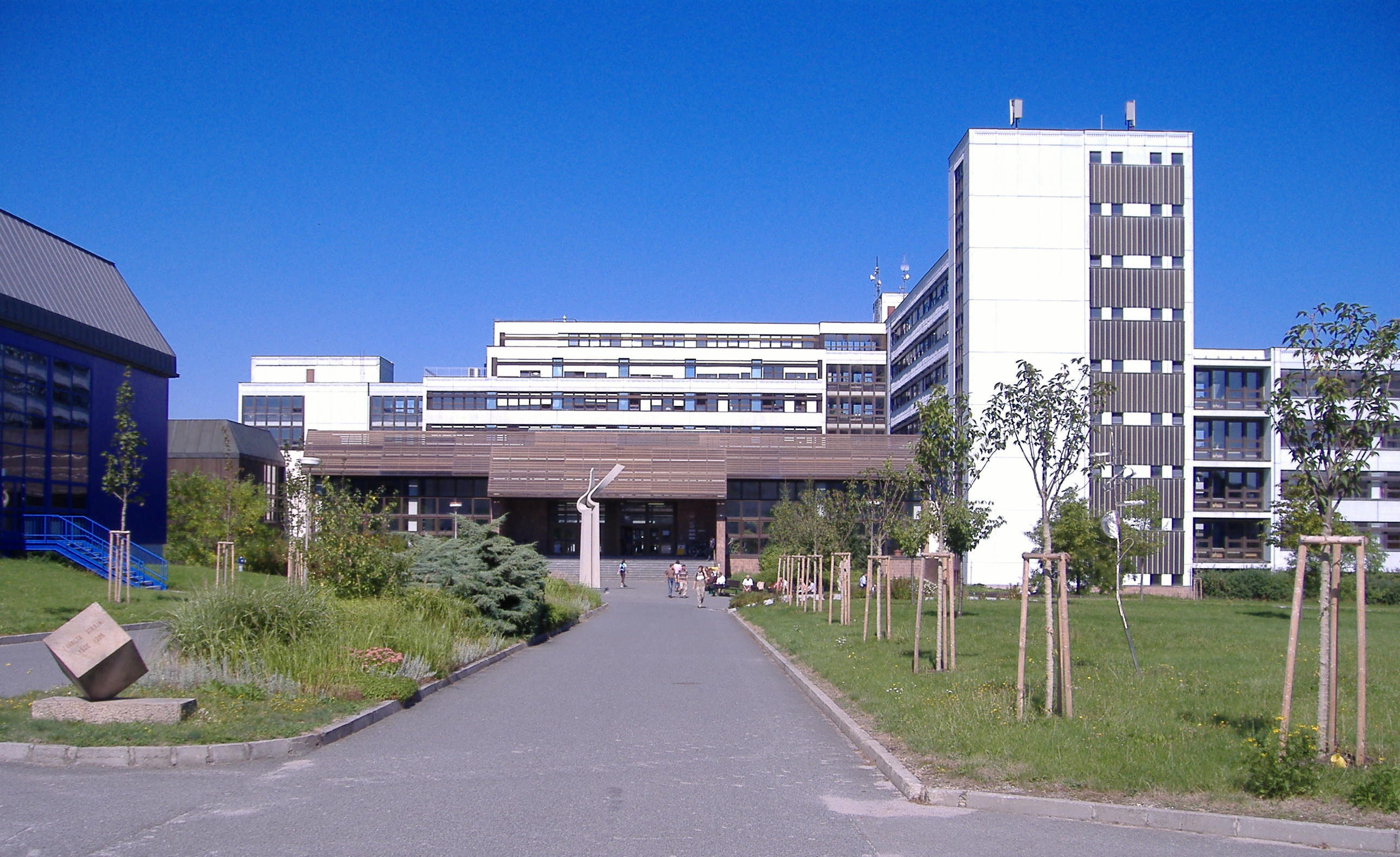
Část komplexu Západočeské univerzity

Krátce po založení Západočeské univerzity v Plzni v roce 1991 získala tato nová univerzita pozemek na Borských polích a začala na něm vytvářet nový univerzitní kampus. Postupem času mají být do kampusu soustředěny všechny fakulty. Na Borech, nedaleko univerzity, stojí také několik studentských kolejí a poblíž, směrem k tramvajové konečné linky č.4 také Úřad práce.
Od roku 1990 pořádá Západočeská univerzita v Plzni Mezinárodní letní jazykovou školu. Koná se každý rok v červenci (od roku 1996 přímo v borském kampusu). Účastní letní školy jsou ubytováni na koleji v Máchově ulici u Borského parku (viz níže), kde je též Univerzitní hotel s kompetně vybavenými pokoji.
Na Borech se nachází starší část areálu Fakultní nemocnice Plzeň, jehož výstavba byla zahájena koncem 19. století. Kromě zdravotní péče se zde nyní vzdělávají studenti Lékařské fakulty UK Plzeň. Novější areál FN Plzeň byl vystavěn na Lochotíně.

## Věznice Bory

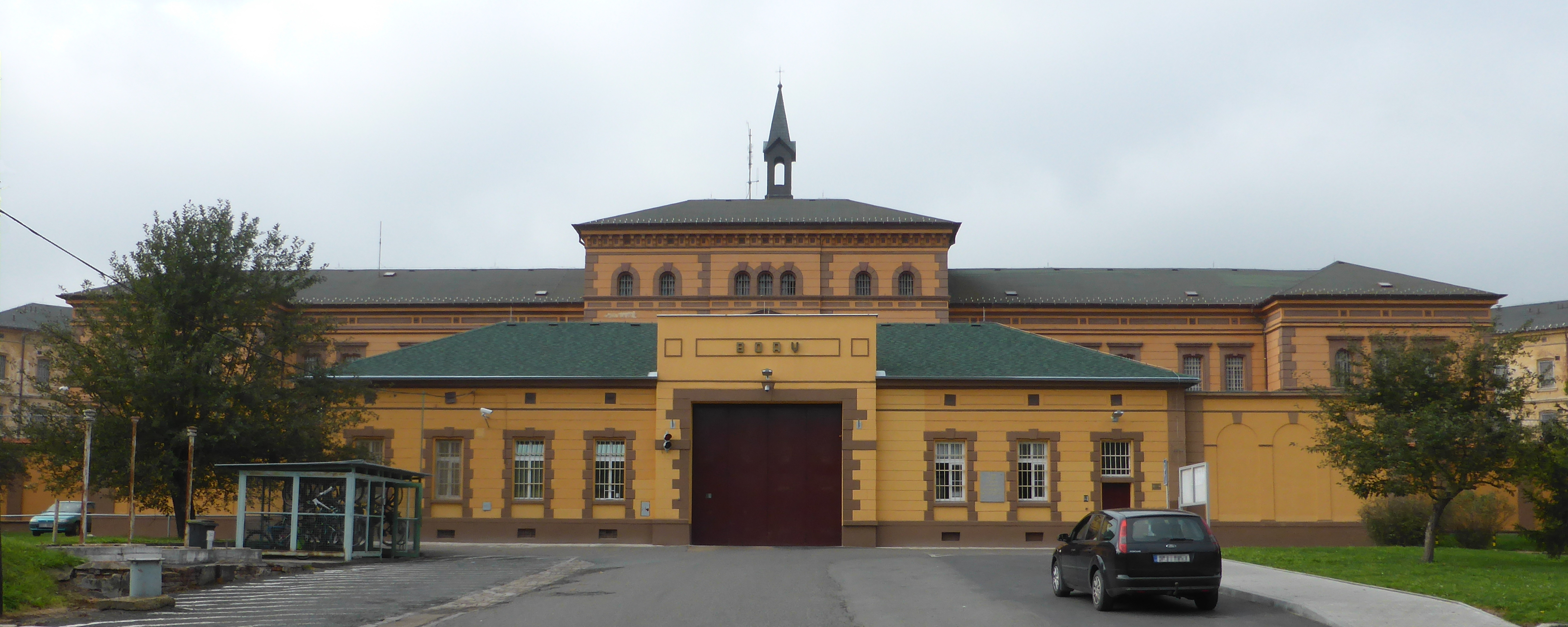
Věznice Bory

V bezprostředním sousedství univerzitního kampusu se nachází věznice Bory, kde byla za komunismu uvězněna celá řada známých osobností, jako je například pozdější prezident České republiky Václav Havel. První oběť justiční komunistické zvůle, armádní generál Heliodor Píka, zde byl popraven 21. června 1949. Jeho tělo po exekuci „zmizelo“. Roku 1993 byl nedaleko areálu věznice zastřelen podnikatel Štefan Janda a jeho osobní strážce Julián Pokoš. Z vražd byl obviněn Jiří Kajínek, který za ně byl odsouzen na doživotí.

## Průmyslová zóna
Na bývalém letišti, jež se rozprostírá za univerzitním kampusem, byl vytvořen Městský industriální park Plzeň Borská pole o rozloze 105 hektarů. Koncem roku 2013 zde ve 42 firmách pracovalo zhruba 12 500 zaměstnanců. Usídlila se zde řada českých i zahraničních firem, např. japonský podnik na výrobu televizorů Panasonic, hypermarket Carrefour (při odchodu firmy z České republiky prodán řetězci TESCO), výrobci automobilových dílů nebo klimatizačních zařízení.

## Rekreace na Borech

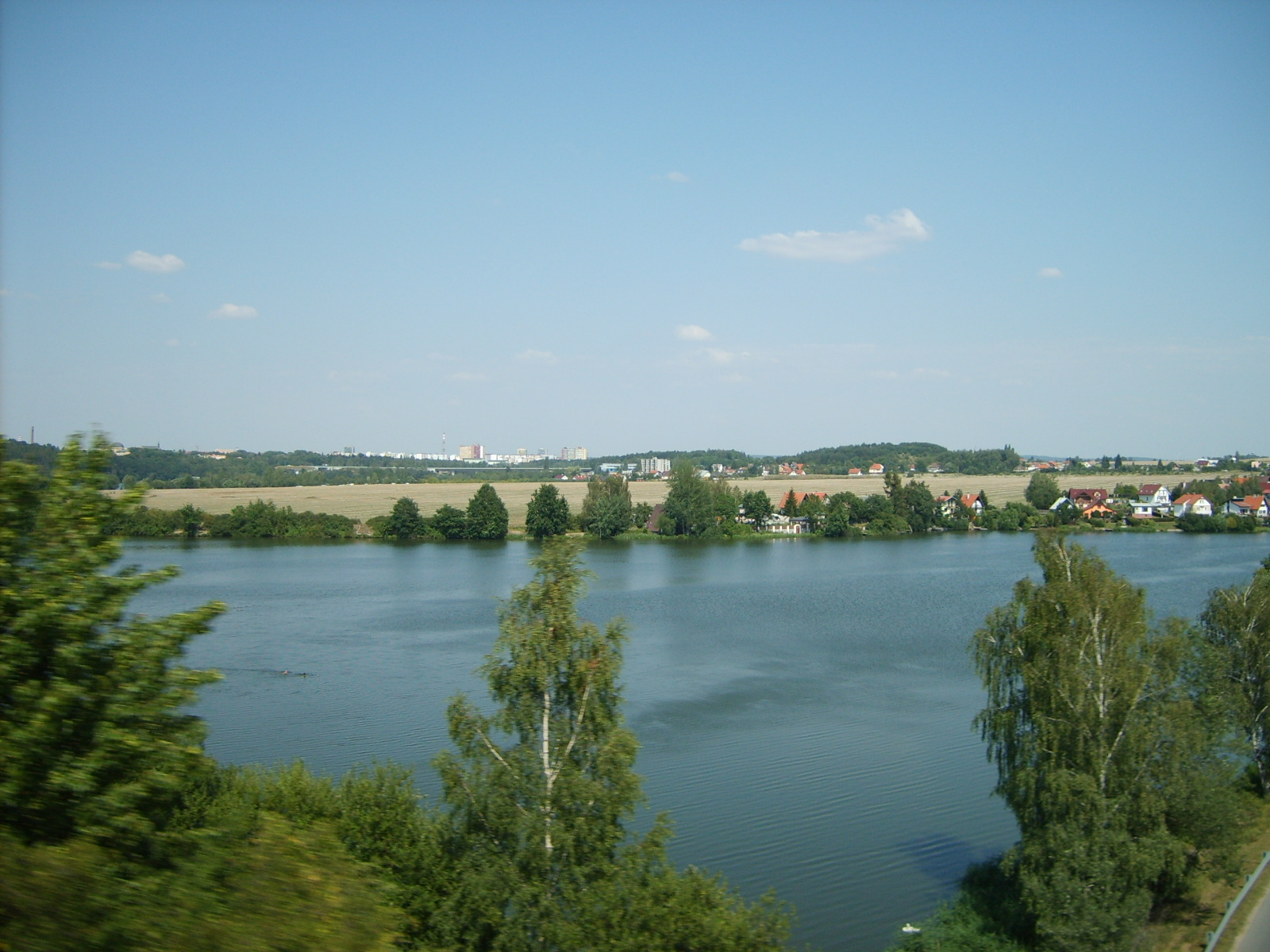
údolní nádrž České údolí

Velkou ozdobou Borů je Borský park, v jehož sousedství se nacházejí různá sportovní zařízení. Nedaleko najdeme rekreační oblast České údolí se stejnojmennou vodní nádrží na řece Radbuze, odkud lze z Borů dojít i pěšky.

## Doprava
Bory obsluhuje frekventovaná tramvajová linka číslo 4, vedená po Klatovské třídě do centra města 
a dále na sídliště Košutka na severu Plzně. Druhým nejdůležitějším spojením na Bory je trolejbusová linka 16 vedená od Jižního Předměstí kolem Fakultní nemocnice a přímo středem sídliště Bory, drobným doplňkem je pak linka 14 jezdící z Bor do centra města přes Doudlevce a kolem Zimního stadionu. Významná je rovněž autobusová linka č. 30, která jezdí okruhem mezi Borskými Poli a Sídlištěm Košutka přes Doudlevce, Slovany, Lobzy, Doubravku a kolem boleveckých rybníků. Na Bory dále jezdí autobusové linky 21, 24, 26 a 32.
Na Borech vznikl "bezpečný přestupní uzel", který slouží pro autobusovou a veřejnou městskou dopravou v Plzni. Lze zde přestoupit na páteřní linku tramvaje číslo 4. V prostorách vzniklo také P+R parkoviště, bistro, veřejné toalety. P+R parkoviště je také snadno dostupné z dálničního přivaděče k dálnici D5.